# Tiacaque
Tiacaque är en ort i Mexiko, tillhörande kommunen Jocotitlán i den nordvästra delen av delstaten Mexiko. Orten hade 659 invånare vid folkräkningen 2010.